# 비니 (프로게이머)
비니(본명: 홍건빈, 2001년 9월 20일 ~ )은 대한민국의 리그 오브 레전드 프로게이머로 아이디는 Bini이다. 포지션은 AD 캐리이다.

## 선수 생활
2020년 2월, 서라벌 게이밍에 입단하면서 프로 커리어를 시작했다. 스프링 시즌에는 상윤의 서브 선수로 활동했다. 서머 시즌에는 팀의 주전으로 활동했다.
2021시즌을 앞두고 프레딧 브리온의 2군팀에 입단했다. 2021시즌 종료 후 팀에서 퇴단했다.

## 소속팀
| # | 팀명          | 소속 기간          | 소속 리그 | 비고 |
| - | ------------- | ------------------ | --------- | ---- |
| 1 | 서라벌 게이밍 | 2020.02~2020.08    | CK        |      |
| 2 | 프레딧 브리온 | 2021.01~2021.11.12 | LCK       |      |